# Pfarrhaus (Steinheim an der Donau)

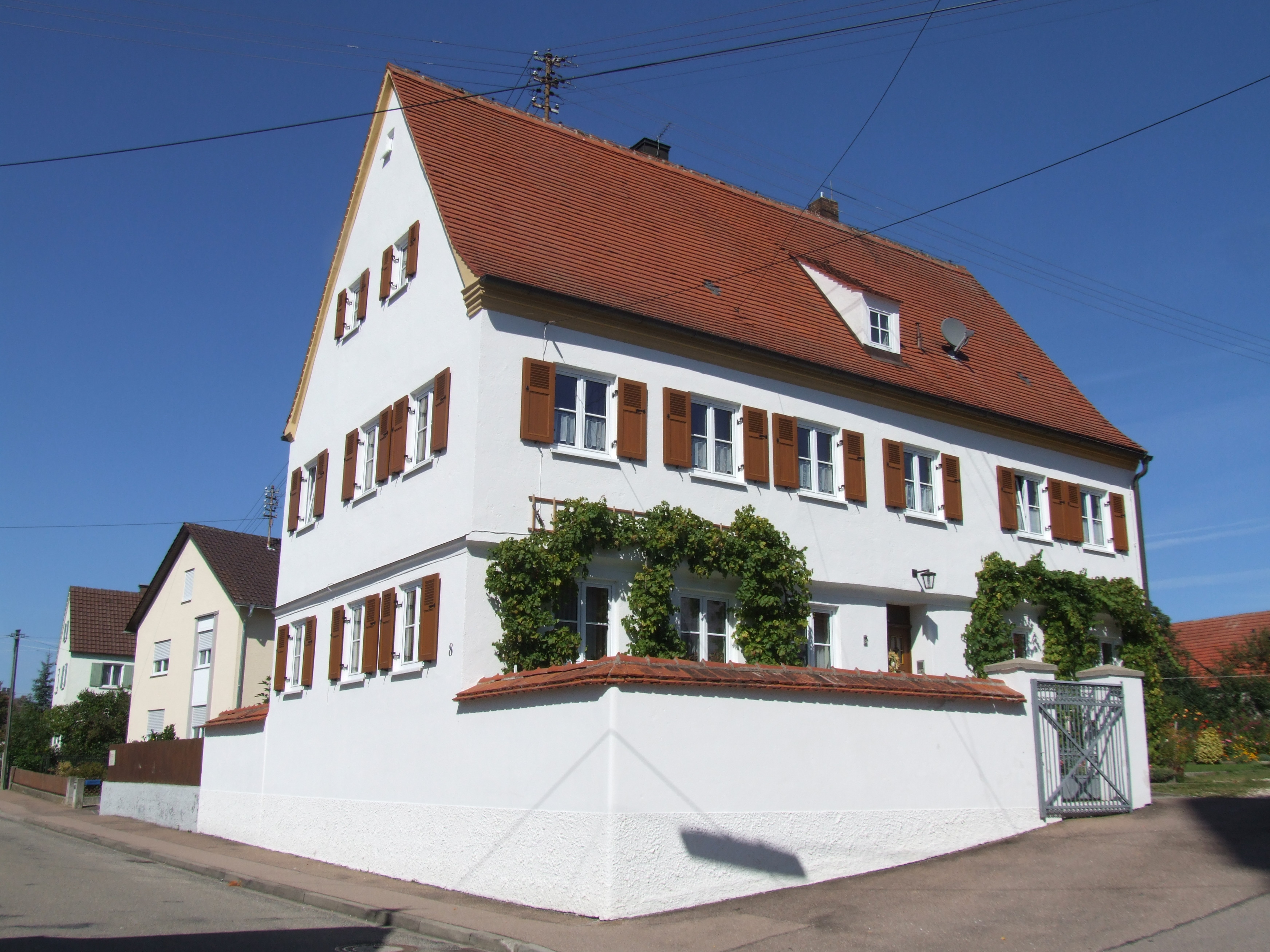
Pfarrhaus in Steinheim

Das katholische Pfarrhaus in Steinheim, einem Stadtteil von Dillingen an der Donau im bayerischen Regierungsbezirk Schwaben, wurde im 18. Jahrhundert von Konrad Rotmüller aus Höchstädt an der Donau errichtet. Das Pfarrhaus an der Kirchstraße 8, schräg gegenüber der Pfarrkirche Mariä Reinigung, ist ein geschütztes Baudenkmal.
Der zweigeschossige Satteldachbau mit vorkragendem Obergeschoss und profiliertem Traufgesims, das am Giebel verkröpft ist, besitzt drei zu sechs Fensterachsen.
Dahinter steht die Pfarrscheune mit Satteldach und großen Segmentbogentor. 